# واين تايرون
واين تايرون (بالإنجليزية: Wayne Tyrone)‏ هو لاعب كرة قاعدة أمريكي، ولد في 1 أغسطس 1950 في اليس في الولايات المتحدة.